# Gustav Eduard Seydel
Gustav Eduard Seydel, auch Eduard Seydel (* 18. März 1822 in Luxemburg, Großherzogtum Luxemburg; † 30. September 1881 in Dresden, Königreich Sachsen), war ein deutsch-luxemburgischer Genremaler der Düsseldorfer Schule.

## Leben
Seydel studierte zunächst an der Akademie von Antwerpen. 1843 ging er nach Düsseldorf, wo er bis 1846 an der Königlich Preußischen Kunstakademie von Karl Ferdinand Sohn und Rudolf Wiegmann unterrichtet wurde. Danach ließ er sich in Dresden nieder. 1847 debütierte er auf der Dresdener akademischen Kunstausstellung. Seydel malte hauptsächlich Genremotive, später auch Landschaften. Ein Selbstbildnis von ihm wurde Ende 1908 oder Anfang 1909 von der Königlichen Gemäldegalerie in Dresden erworben oder gelangte als Vermächtnis durch Jean Libert Oury (1833–1908) in die Sammlung.

## Werke (Auswahl)
- Ein guter Schluck, 1848

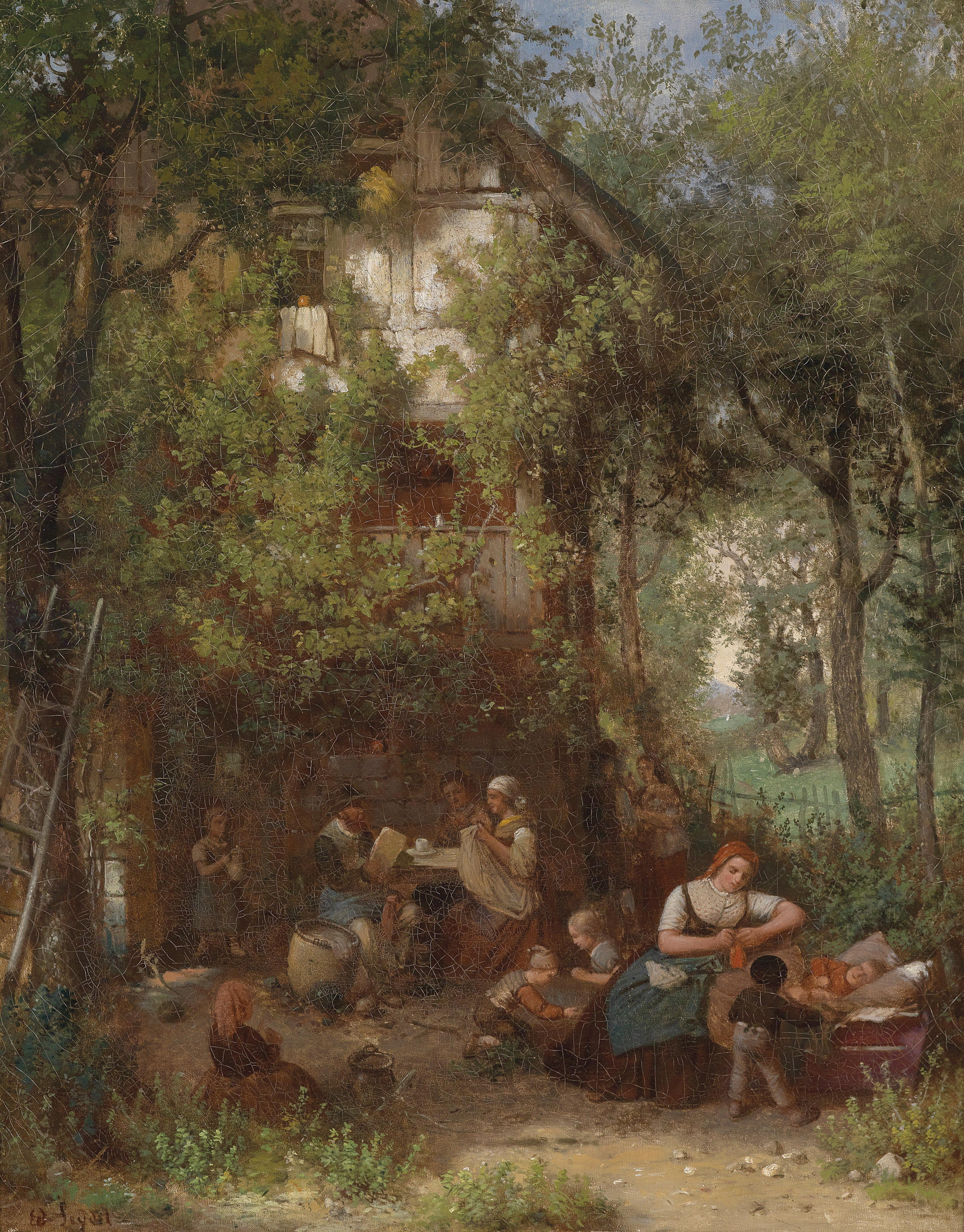
Gartenidylle

- Reisende und Heuwagen an einer Bauernschenke, 1848
- Pfeifenraucher, 1848
- Dorffest in der Bauernschenke, 1854
- In der Jagdhütte, 1856
- Langeweile, 1856
- Rastende Bauern vor einem Bauernhaus, 1862
- Frühlingserwachen, 1867
- Trauerbotschaft vom Schlachtfeld in Böhmen 1866, 1867, Galerie Neue Meister, Dresden[3]
- Forsthaus im Wald, 1872 (oder 1876)
- Gartenidylle